# Premi Unión de Actores a la millor interpretació secundària de televisió
El Premi a la millor interpretació secundària en la seva secció de televisió lliurat per la Unión de Actores entre 1991 i 2001 reconeixia la millor interpretació d'un actor o actriu secundari dins d'una sèrie de televisió.
Des de l'edició de 2002, aquesta categoria es desdobla en:
- Millor actriu secundària de televisió
- Millor actor secundari de televisió

## Guardonats
| Any  | Guanyadora        | Sèrie de televisió             |
| ---- | ----------------- | ------------------------------ |
| 2001 | María Galiana     | Cuéntame cómo pasó             |
| 2000 | María Pujalte     | Periodistas                    |
| 1999 | Amparo Baró       | 7 Vidas                        |
| 1998 | Pepón Nieto       | Compañeros                     |
| 1997 | Isabel Ordaz      | Todos los hombres sois iguales |
| 1996 | Luisa Martín      | Médico de familia              |
| 1995 | Cristina Marcos   | La Regenta                     |
| 1994 | Javier Cámara     | ¡Ay, Señor, Señor!             |
| 1993 | Cesáreo Estébanez | Farmacia de guardia            |
| 1992 | Miguel Rellán     | Tango                          |
| 1991 | Juan Echanove     | Las chicas de hoy en día       |